# توماش هیبسخمان
توماش هیبسخمان (به چکی: Tomáš Hübschman) (زاده ۴ سپتامبر ۱۹۸۱) بازیکن فوتبال اهل جمهوری چک است.

## تیم ملی
وی سابقه ۴۶ بازی ملی برای تیم ملی فوتبال جمهوری چک در کارنامه دارد، همچنین پست تخصصی او مدافع است.